# Addiction Rare in Patients Treated with Narcotics
Addiction Rare in Patients Treated with Narcotics – auf Deutsch etwa Sucht selten bei Patienten, die mit Betäubungsmitteln behandelt werden – war ein Leserbrief in der angesehenen Medizin-Zeitschrift New England Journal of Medicine, der als solcher keine fachliche Begutachtung durchlief, und dennoch sehr häufig zitiert wurde, um die angebliche Problemlosigkeit von Opioid-Schmerzmitteln wie Oxycodon zu belegen. Viele US-amerikanische Pharma-Marketingfachleute bezogen sich kritiklos auf diesen Text und trugen so zur Opioidkrise in den Vereinigten Staaten bei.
Der vollständige Text des Leserbriefs lautet:

“Recently, we examined our current files to determine the incidence of narcotic addiction in 39,946 hospitalized medical patients who were monitored consecutively. Although there were 11,882 patients who received at least one narcotic preparation, there were only four cases of reasonably well documented addiction in patients who had no history of addiction. The addiction was considered major in only one instance. The drugs implicated were meperidine in two patients, Percodan in one, and hydromorphone in one. We conclude that despite widespread use of narcotic drugs in hospitals, the development of addiction is rare in medical patients with no history of addiction.”

„Kürzlich prüften wir unsere aktuellen Datenbanken, um die Häufigkeit von Betäubungsmittelabhängigkeiten bei 39.946 hospitalisierten Patienten, die fortlaufend untersucht wurden, zu bestimmen. Obwohl 11.882 Patienten mindestens eine Behandlung mit Betäubungsmitteln erhielten, gab es nur vier Fälle von gesicherter Drogenabhängigkeit bei Personen ohne Sucht-Vorgeschichte. Eine schwere Abhängigkeit entstand nur in einem Fall. Dabei waren in zwei Fällen Pethidin und in je einem Fall Percodan und Hydromorphon beteiligt. Wir schließen daraus, dass trotz der verbreiteten Anwendung von Betäubungsmitteln in Krankenhäusern die Entwicklung einer Drogenabhängigkeit selten ist bei Patienten ohne einer suchtbezogenen Vorgeschichte.“

In einem Leserbrief im Jahre 2017 wurde der Einfluss des ursprünglichen Leserbriefs bibliometrisch dargestellt. Der Leserbrief wurde zwischen 1980 und März 2017 608 Mal zitiert, und dabei zum größten Teil völlig unkritisch. Als 1995 die Vermarktung eines lang wirkenden Opioids mit dem Markennamen OxyContin begann, nahmen die Zitierungen deutlich zu. In 72,2 Prozent der Artikel wurde der 1980er Leserbrief als Beleg angeführt, um die Ungefährlichkeit von starken Opioiden nachzuweisen, während 80,8 Prozent der zitierenden Artikel verschwiegen, dass die Studie lediglich auf Krankenhaus-Daten beruht. In Krankenhäusern wird nämlich die Abgabe von Opioiden limitiert und dokumentiert, was eine Suchtentwicklung effektiv verhindert. Diese Umstände sind bei zu Hause wohnenden Patienten selten gegeben, so dass bei suchtgefährdeten Patienten die Verschreibungspflicht verschärft werden kann (Abgabe von Kleinmengen in kurzen Abständen; Pflicht, für jeden Bezug dieselbe Apotheke aufzusuchen). Jedoch ermöglicht der Gesetzgeber solche Maßnahmen nur in bestimmten Ländern.
Hershel Jick erklärte, dass sein Leserbrief von Pharmaunternehmen genutzt wurde, um das Abhängigkeitspotenzial starker Opioide herunterzuspielen. Er wies auch darauf hin, dass Journalisten, Patienten und Hausärzte damals Universitätsbibliotheken hätten aufsuchen müssen, um den Artikel im Volltext zu lesen und zu erfahren, dass er sich nicht auf ambulante Patienten bezieht. Des Weiteren erklärte Jick, dass keines der Pharmaunternehmen ihn jemals kontaktiert hätte, damit er den Leserbrief und dessen Bedeutung kommentieren könne.